# Oma
Oma es una zona urbana del municipio de Kvam, situado en la provincia de Vestland, Noruega. Tiene una población estimada, a inicios de 2024, de 208 habitantes.